# Eunica sydonia
Eunica sydonia är en fjärilsart som beskrevs av Jean Baptiste Godart 1823. Eunica sydonia ingår i släktet Eunica och familjen praktfjärilar. Inga underarter finns listade i Catalogue of Life.

## Bildgalleri

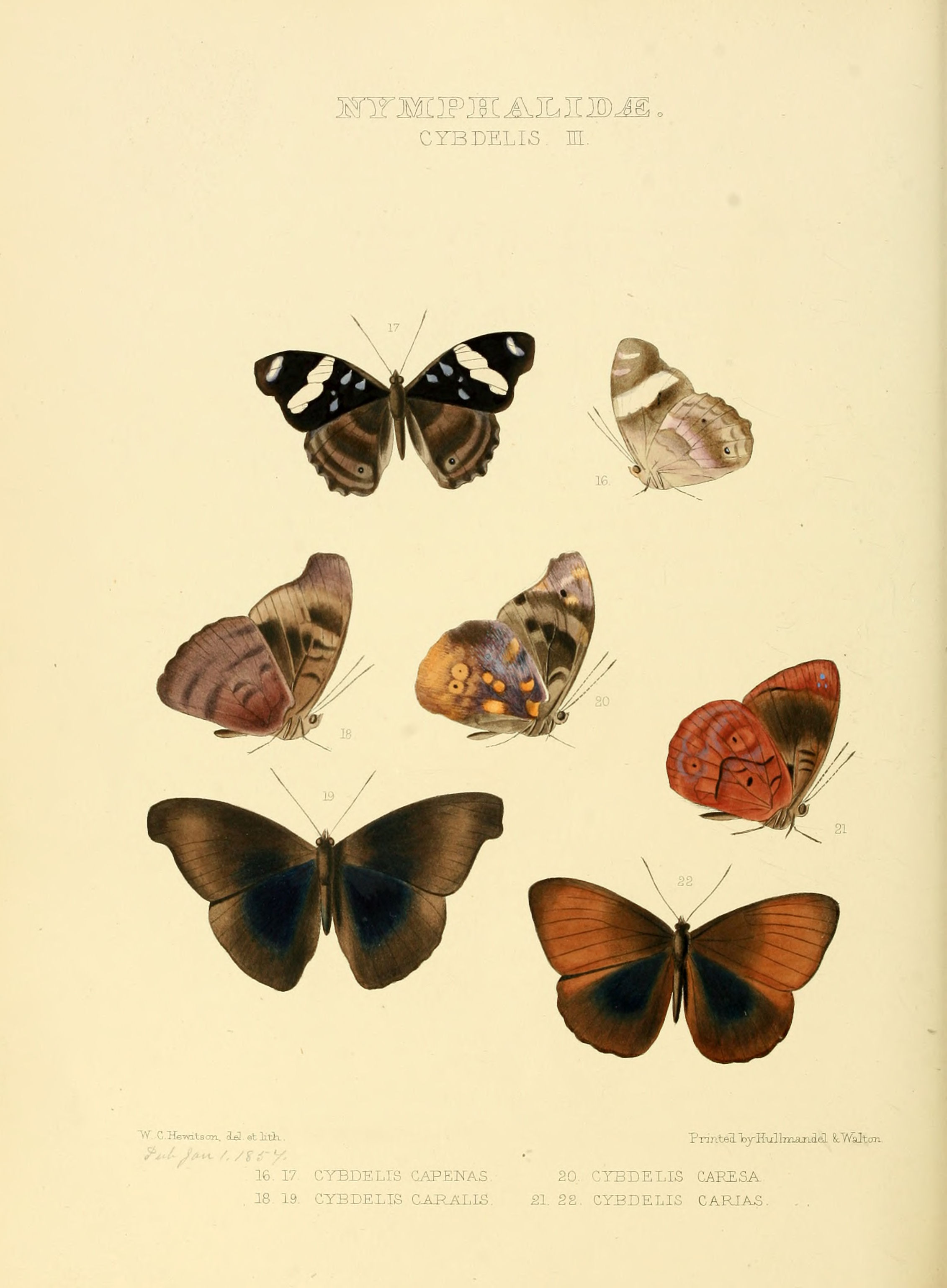